# NGC 4077
NGC 4077 este o emission-line galaxy⁠(d) situată în constelația Fecioara. A fost descoperită în 20 decembrie 1784 de către William Herschel.